# بوبووا
بوبووا (به لاتین: Bobowa) یک شهر در لهستان است که در گمینا بوبووا واقع شده است. بابووا ۳٬۰۱۸ نفر جمعیت دارد.